# ناثانيل شيبمان
ناثانيل شيبمان (بالإنجليزية: Nathaniel Chipman) (و. 1752 – 1843 م) هو سياسي، وقاض، ومحام من الولايات المتحدة الأمريكية .
تولى منصب عضو مجلس الشيوخ الأمريكي .وهو عضو في الحزب الفيدرالي الأمريكي .

## التعليم
تعلم في جامعة ييل.